# Léo Testut

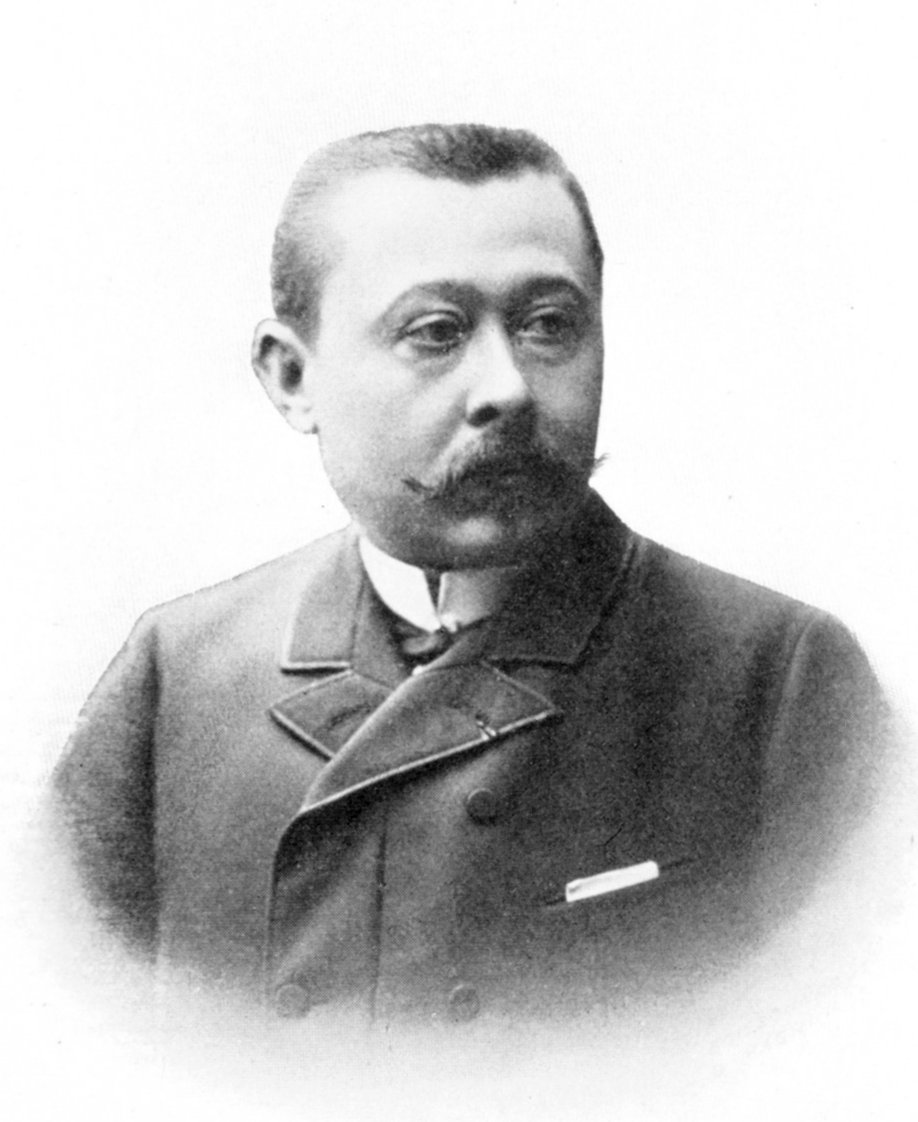
Léo Testut.

Jean Léo Testut, född 22 mars 1849 i Saint-Avis-Sénieur, depatementet Dordogne, död 16 januari 1925 i Caudéran, Gironde, var en fransk anatom.
Testut blev 1877 medicine doktor i Paris, var 1884–1886 professor i anatomi i Lille och från 1886 professor i nämnda ämne i Lyon. Jämte ett stort antal anatomiska specialundersökningar utgav han en mycket använd och högt skattad Traité d'anatomie humaine (tre band, 1892).